# ランスコ社
ランスコ社(英文社名：RANSCO INDUSTRIES)は、1948年カリフォルニア州オックスナード市に設立された電気機器メーカー。

## 経歴
- 1948年　カリフォルニア州オックスナード市ステイザム通りに設立される
- 1982年　ミネソタ州ミネアポリス市のデスパッチ社（現：デスパッチ・インダストリーズ）と提携する
- 2001年　デスパッチ社の子会社となる
- 2008年　デスパッチ社と統合する

## 製品
長年に亘り様々な熱処理を中心とした下記装置を提供してきた。
- 試験機器
- 温湿度恒温槽
- 熱加工プロセス用装置
- 風洞
- 熱衝撃
- アニーリング装置
- クリーンプロセス装置
- 真空プロセス炉
- 高低温オーブン
- リフロー炉

上記装置を提供してきた業種としては
- 自動車
- 半導体
- 電子部品
- 電気機器
- 樹脂成型
- 医薬品
- 航空宇宙

等が挙げられる。
日本では、半導体の第一世代が米国で研修（IBM、Motorola等）した時に、恒温槽やアニーリング装置の多くがランスコ社製であったため、初期より多くのラインでランスコ製品が導入された。これにより、国内外多くの後発の恒温槽メーカーがそのデザインを踏襲することになった。
大型装置では、15～20年以上も使用されており、その多くの装置が未だ現役である。保守は、デスパッチ・インダストリーズ及びその代理店が継続している。

## ステイザム社からの社名変更
初期の頃は、会社の住所名から 'ステイザム社 (STATHAM INDUSTRIES) として発足していたが、暫くして当時の社長の二人の子息の名前（ランディとスコット）から、社名をランスコ社に変更した。